# Krosino, Distrito de Łobez
Krosino /krɔˈɕEnɔ/ (en alemán: Krössin) es un asentamiento ubicado en el distrito administrativo de Gmina Resko, dentro del Distrito de Łobez, Voivodato de Pomerania Occidental, en el norte de Polonia occidental. Se encuentra aproximadamente a 13 kilómetro al este de Resko, a 15 kilómetros al norte de Łobez, y a 76 kilómetros al noreste de la capital regional Szczecin. Antes de 1945, el área fue parte de Alemania. 

## Población
El asentamiento tiene una población de 40 habitantes.[cita requerida]